# Rock Witchu Tour
Il Rock Witchu Tour è stato il quinto tour della cantante e ballerina statunitense Janet Jackson, realizzato per la promozione dei suoi album in studio Damita Jo (2004), 20 Y.O. (2006) e Discipline (2008). La tournée debuttò il 10 settembre 2008 a Vancouver, Canada, e si concluse il 1º novembre dello stesso anno a New York. 
Fu il primo della popstar in quasi sette anni e il più breve, con soli 17 concerti in Nord America. Le tappe originariamente programmate in Giappone e nel resto del mondo vennero tutte cancellate a causa della crisi finanziaria che attanagliava il globo in quel momento.

## Descrizione

### Annuncio
Nel maggio 2008, durante la promozione dell'album Discipline, la Jackson annuncia che si sta preparando per un tour in Nord America che inizierà a settembre, il suo primo tour in sette anni. Ma la cantante, che aveva appena compiuto 42 anni, ha dichiarato che non aveva programmato di aspettare così a lungo ma che dovette cancellare il tour previsto per l'album 20 Y.O. a causa del suo abbandono della Virgin Records per passare alla Island Records. La cantante ha inoltre annunciato che con questo tour prevedeva di tornare in Australia e altri paesi nei quali non si esibiva da molti anni.

### I costumi

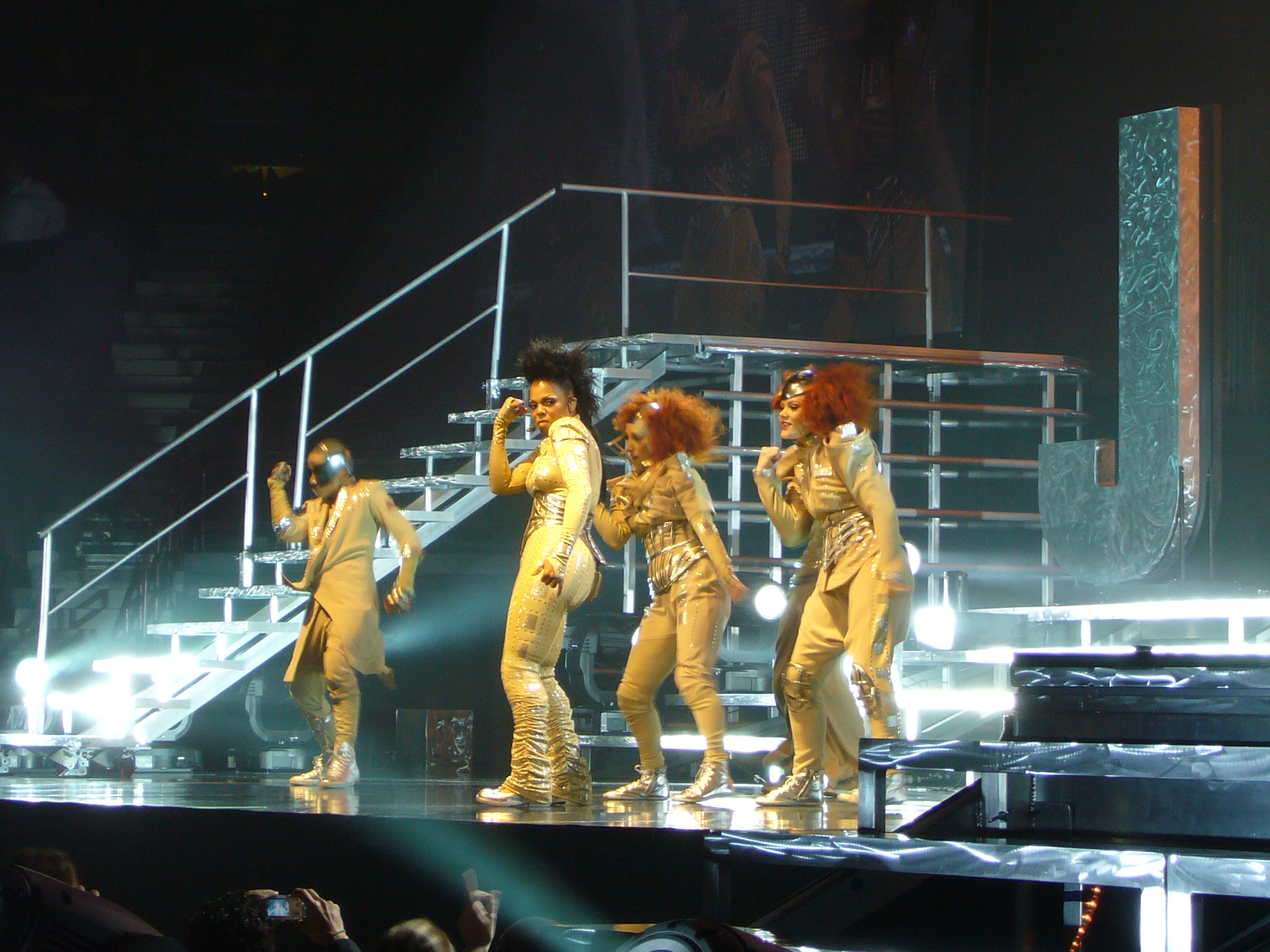
Janet Jackson e i suoi ballerini a inizio spettacolo.

I costumi di Janet Jackson furono disegnati dalla stilista italiana Donatella Versace, incluso un abito da sera rosso indossato durante l'esecuzione delle ballate e una tuta attillata color oro che la cantante indossava all'inizio dei concerti.

### Informazioni tecniche
Lo spettacolo fu realizzato da Vince Foster che rispose al desiderio della cantante di un look rétro e futuristico allo stesso tempo. L'azienda All Access Staging costruì il palco e molti degli elementi centrali che entravano ed uscivano di scena, incluso un ponte completamente illuminato. Del palco faceva parte una passerella a forma di "U" con delle botole che servivano per far entrare in scena i ballerini. Erano presenti anche alcune unità di scale rotanti, due gigantesche "J" a rappresentare le iniziali della cantante, specchi rotanti e una gabbia per il bondage. La società Upstaging Inc. fornì l'equipaggiamento per l'illuminazione, un sistema di controllo del movimento degli otto schermi LCD Sony JumboTron da 12 mm pixel. I contenuti video furono prodotti dalle industrie Foster e Onedotzero. Il tecnico dell'illuminazione era Alex Reardon.

### Cancellazione del tour
Dopo aver cancellato alcune date nordamericane a causa di problemi di salute vari, la cantante è stata costretta a cancellare tutte le tappe giapponesi del tour e qualsiasi altra tappa prevista, dando come motivazione principale la crisi finanziaria globale che l'anno prima aveva colpito l'economia americana e aveva poi gradualmente assunto un carattere globale. Secondo BBC News, il promotore dei concerti giapponesi, Kyodo Yokohama, ha annunciato che la Jackson avrebbe posticipato inizialmente le cinque date che aveva programmato in Giappone tra il 14 e il 22 febbraio "a causa dell'impatto della crisi economica". Janet Jackson aveva programmato di toccare importanti città giapponesi come Nagoya, Osaka e Fukuoka.

## Scaletta
1. Control Medley: The Pleasure Principle/Control/What Have You Done for Me Lately
2. Feedback
3. You Want This
4. Dance Interlude: Sailors Dance
5. Alright
6. Miss You Much
7. Video Interlude: Evil Force
8. Never Letchu Go
9. Medley: Come Back to Me/Let's Wait Awhile/Again
10. Video Interlude: Good Force
11. So Excited
12. So Much Betta
13. Nasty (contiene elementi di Deep Cover di Dr. Dre)
14. All Nite (Don't Stop)
15. Rock with U
16. Together Again
17. Pre-Control Medley: Young Love/Say You Do/Don't Stand Another Chance
18. Instrumental Interlude: Tribal Drums
19. Tribal Medley: Doesn't Really Matter/Escapade/Love Will Never Do (Without You)/When I Think of You/All for You
20. Got 'til It's Gone
21. Call on Me
22. That's the Way Love Goes
23. I Get Lonely
24. Video Interlude: Evil Force
25. Medley: Funny How Time Flies/Any Time, Any Place
26. Discipline
27. Instrumental Interlude: Band Breakdown
28. Black Cat
29. If
30. Rhythm Nation
31. Video Interlude: Good vs Evil: Battle for Janet
32. LUV (contiene elementi di Lollipop di Lil Wayne)
33. Runaway

## Date concerti
| Data              | Città            | Stato            | Luogo                      |
| America del Nord  | America del Nord | America del Nord | America del Nord           |
| ----------------- | ---------------- | ---------------- | -------------------------- |
| 10 settembre 2008 | Vancouver        | Canada           | General Motors Place       |
| 13 settembre 2008 | Oakland          | Stati Uniti      | Oracle Arena               |
| 17 settembre 2008 | Los Angeles      | Stati Uniti      | Staples Center             |
| 19 settembre 2008 | Las Vegas        | Stati Uniti      | Mandalay Bay Events Center |
| 20 settembre 2008 | San Diego        | Stati Uniti      | San Diego Sports Arena     |
| 25 settembre 2008 | Rosemont         | Stati Uniti      | Allstate Arena             |
| 28 settembre 2008 | Toronto          | Canada           | Air Canada Centre          |
| 15 ottobre 2008   | Washington, D.C. | Stati Uniti      | Verizon Center             |
| 17 ottobre 2008   | East Rutherford  | Stati Uniti      | Izod Center                |
| 19 ottobre 2008   | Atlanta          | Stati Uniti      | Philips Arena              |
| 21 ottobre 2008   | Houston          | Stati Uniti      | Toyota Center              |
| 22 ottobre 2008   | Dallas           | Stati Uniti      | American Airlines Center   |
| 24 ottobre 2008   | Kansas City      | Stati Uniti      | Sprint Center              |
| 25 ottobre 2008   | Memphis          | Stati Uniti      | FedEx Forum                |
| 26 ottobre 2008   | Tulsa            | Stati Uniti      | BOK Center                 |
| 28 ottobre 2008   | Auburn Hills     | Stati Uniti      | The Palace of Auburn Hills |
| 1 novembre 2008   | New York City    | Stati Uniti      | Madison Square Garden      |

## Entourage

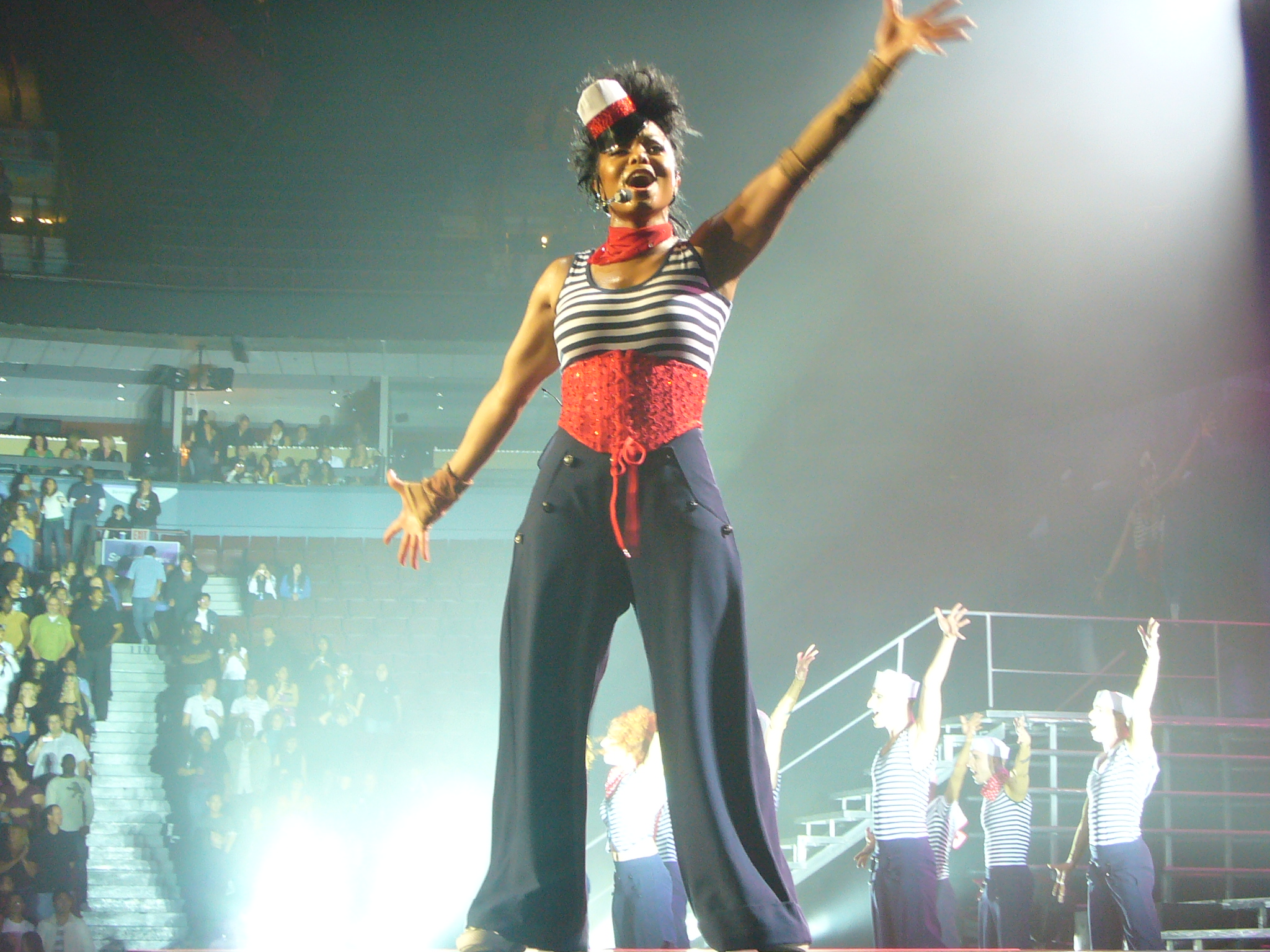
Janet durante il tour

### Band[7]
- Direttore musicale/basso: Adam Blackstone
- Chitarre: Dave Navarro
- Batteria: Lil' John Roberts
- Tastiere: Daniel Jones
- Programmazione orchestra: Jae Deal

### Ballerini
- Gil Duldulao (coreografie)
- Jillian Meyers
- Laurel Thompson
- Nick Bass
- Ed Moore
- Teddy Forance
- Cassidy Noblett
- Victor Rojas
- Whyley Yoshimura
- Anthony Garza

### Produzione
- Regia: Janet Jackson e Gil Duldulao
- Promozione: Leonard Rowe
- Direzione creativa e coreografie: Gil Duldulao

- Costumi: Donatella Versace
- Tecnico delle luci: Vince Foster
- Tecnico FOH: Jon Lemon
- Progettazione effetti pirotecnici: Lorenzo Cornacchia